# Spanske Mark
Den Spanske Mark (latin: Marca Hispanica), til tider også omtalt som Gothien, var Frankerrigets politiske og militære grænseområde på Den Iberiske Halvø. Området, som  i en periode var beboet af visigoter, lå mellem det arabiske Spanien og det frankiske kongedømme i nord. Arealet svarede til regionen mellem Pyrenæerne og Ebro floden. March eller Marches er det frankiske udtryk for et område nær en grænse eller et marked.
Områder der på forskellige tidspunkter var den del af den Spanske Mark inkluderede Pamplona, Sangüesa, Jaca (Aragón), Sobrarbe, Ribagorza, Pallars, Urgell, Cerdanya, Conflent, Roussillon, Vallespir, Perelada, Empúries, Besalú, Ausona (Osona), Barcelona og Girona.